# Ulleungdo

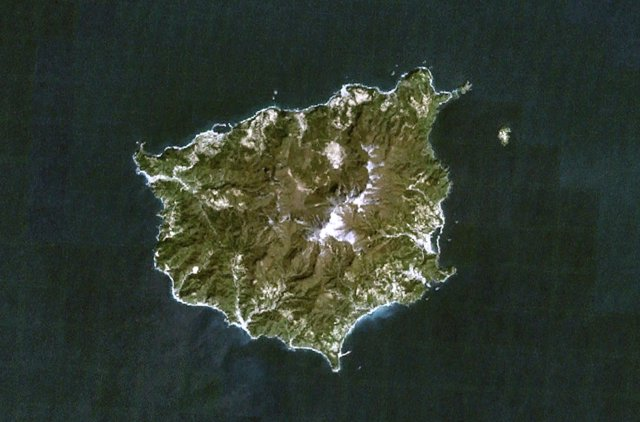
Ilha de Ulleungdo (foto da NASA).

Ulleungdo é uma ilha sul-coreana, a 120km ao leste da Península da Coreia, conhecida anteriormente como Dagelet pelos europeus. Ulleungdo tem origem vulcânica e a pedregosa e íngreme ilha é o topo de um estratovulcão que surge do fundo do mar, chegando a uma elevação de 984 metros no Pico Seongibong. A ilha tem uma área de 73,15 km2 e tem uma população de 10 426 habitantes.
A ilha forma a parte principal do Condado de Ulleung,  Província de Gyeongsang do Norte, Coreia do Sul e é um popular ponto turístico. A principal cidade de Ulleungdo é o porto de Dodong, que serve como principal porto de balsas entre Ulleungdo e a Coreia continental. Sem contar o turismo, sua principal atividade econômica é a pesca, incluindo a sua famosa pesca de lulas, que podem ser vistas secarem ao sol em vários lugares.

## História
A ilha consiste principalmente de rochas ìgneas. Uma explosiva erupção explosiva há cerca de 9350 anos chegou a um IEV de 6, e depositou rochas tão longe quanto Honshū central, acima de 800km de distância, e produzindo fluxos piroclásticos na ilha e decapitando seu topo para formar uma caldeira.
Evidência arqueológica indica que a ilha tem sido habitada desde o primeiro milénio a.C.. A primeira referência histórica de Ulleungdo está no Samguk Sagi no ano 512. Naquele ano, o general de Silla, Kim Isabu, conquistou a ilha, que havia previamente sido uma nação autônoma de Usan-guk. De acordo com algumas versões, ele usou leões de madeira para intimidar a população, ameaçando soltar os leões se não se rendessem.
Usan-guk não permanceceu sob controle de Silla no entanto, e a ilha não se tornou uma parte política permanente da Coreia até 930, quando foi anexada pelos Goryeo. Remota como é da Coreia Continental, Ulleungdo foi um recorrente problema para as dinastias Goryeo e Joseon. A ilha foi devastada por ataques pirata Jurchen no século XI, e por piratas Wokou no século XIV. Um conflito com o Japão sobre direitos de pesca nos anos 1690 foi precipitada pelo pescador Coreano An Yong-bok. Em resposta a essas dificuldades, Joseon adotou uma política "de terra vazia", que, no entanto, se mostrou impossível de reforçar. A política de terra vazia foi oficialmente revogada em 1881, e então o governo passou a encorajar o fixação de estabelecimentos em Ulleungdo.

## Turismo
As atividades favoritas dos turistas são caminhadas, pesca e comer hoe (um prato Coreano de peixe cru). Passeias a pontos turísticos de barco fazem circuitos regulares de três horas, partindo do porto em Dodong e passando por todos os pontos de interesse ao longo da costa, incluindo interessantes formações rochosas e a pequena ilha vizinha de Jukdo. Outras vistas cênicas são Seonginbong, o pico mais alto da ilha (984 m); cachoeira Bongnae; a "casa de gelo" natural; e uma falésia da qual Dokdo pode ser avistada na distância.

## Clima e Flora
Ulleungdo tem clima subtropical húmido (classificação climática Cfa), sendo mais similar a costa oeste do Japão do que da Coreia. Há bastante chuva e pouca luminosidade, no inverno.